# تيبنغ (تينغي)
تيبنغ (بالإنجليزية: Tebing Tinggi)‏ هي مدينة تقع في إندونيسيا في سومطرة الشمالية. يقدر عدد سكانها بـ 145,180 نسمة ومساحتها 31 كم2 .